# Миноносец-14
Миноносец-14 — греческий миноносец, прославившийся в Первую Балканскую войну. Заложен в 1884 году на заводе AG Vulcan Stettin (Германия). Четвёртый из серии однотипных миноносцев (другие суда серии: Миноносец-11, Миноносец-12, Миноносец-13, Миноносец-15, Миноносец-16). Спущен на воду в 1885 году. В том же году вступил в строй. Принял участие в греко-турецкой войне 1897 года. Вместе с кораблём «Пинеос» в начале мая 1897 года захватил турецкий транспорт с солдатами и боеприпасами на борту. В 1905 году прошёл переоборудование в Пирее. На судне был установлен второй котёл, была установлена вторая дымовая труба, была увеличена скорость и улучшено вооружение.
С началом Балканских войн, 8 ноября 1912 года, под командованием лейтенанта ВМС Периклиса Аргиропулоса потопил торпедой в заливе города Кидониес Айвалык турецкую канонерку «Трабзон». Это был второй подобный успех греческих миноносцев после того, как Миноносец-11 потопил у причала порта македонской столицы турецкий броненосец «Фетх-и-Булент».
Выведен из состава флота в 1919 году.